# (14832) Alechinsky
(14832) Alechinsky (1987 QC3) – planetoida z pasa głównego asteroid okrążająca Słońce w ciągu 3,47 lat w średniej odległości 2,29 j.a. Odkryta 27 sierpnia 1987 roku.